# Resupinacija
Resupinacija, promjena položaja cvijeta kod pojedinih biljaka i može biti privremena ili trajna. Do resupinacije dolazi kod nekih orhideja,  gesnerijevki Crantzia i siningija a svrha joj je olakšati pristup nektaru, prašnicima ili plodnim organima oprašivačima, kako bi se povećale šanse za uspešno oprašivanje i prenošenje peluda. 
Kod  alstromerijevki javlja se manje-više resupinacija listova. 